# Gouvernement Joseph Kabila I
Pour les articles homonymes, voir Gouvernement Kabila.
Gouvernement de salut public
Laurent-Désiré Kabila Gouvernement de transition de la république démocratique du Congo
À l’accession de Joseph Kabila Kabange au pouvoir en république démocratique du Congo, le Gouvernement précédent nommé par son père Laurent-Désiré Kabila fut réputé démissionnaire. En avril 2001, l’on vit rentrer au sein du Gouvernement des technocrates issues de la diaspora notamment André-Philippe Futa, Freddy Matungulu, Mathey Boo et d’autres. Ce Gouvernement fut composé comme suit :

## Composition initiale

### Ministres
- Affaires étrangères et Coopération Internationale : Léonard She Okitundu
- Sécurité nationale et Ordre public : Jeannot Mwenze Kongolo
- Présidence : Augustin Katumba Mwanke
- Intérieur : André Mira Ndjoku
- Économie, Finances et Budget : Freddy Matungulu Mbuyamu Ilankir
- Plan et Reconstruction : Denis Kalume Numbi
- Justice : Ngele Masudi
- Délégué à la Défense : Irung Awan
- Communication et Presse : Kikaya Bin Karubi
- Santé : Léonard Mashako Mamba
- Éducation nationale : Kutumisa Kyota Omer
- Agriculture, Élevage et Pêche : André-Philippe Futa
- Travaux publics, Aménagement du territoire : Polycarpe Nkodi Mbaki
- Énergie : Georges Buse Falay
- Transports, Communications : Lazare Dakahudyno Wakale Minada
- PTT : Philippe Makutama Mawoko
- Industrie et Commerce : Helène Matey Boo
- Mines et Hydrocarbures : Simon Tuma-Waku Bawanganiwo
- Droits humains : Alphonse Ntumba Luaba
- Affaires foncières : Salomon Banamuhere Baliene
- Culture et Arts : Marthe Ngalula Wafwana
- Jeunesse et Sports : Timothée Moleka Nzulama
- Fonction publique : Benjamin Mukulungu
- Travail et Prévoyance sociale : Marie-Ange Lukiana Mufwankol
- Affaires sociales et Famille : Jeanne Ebamba Boboto

### Vice-ministres
- Affaires étrangères : Partiel Musimwa Bisharwa
- Coopération internationale : Marie Ludovic Manoka Nzuzi
- Intérieur : Chikez Diemu
- Finances et Budget : Léonard Luongwe
- Économie : Mathias Buabua Kayembe
- Agriculture, Pêche et Élevage : Jules Yuma Mota
- Mines et Hydrocarbures : Jean-Pierre Kalema Losona
- Industrie et Commerce : Patrice Ezaty Mereko
- Enseignement primaire : Mandango Madrabule
- Enseignement supérieur : Masiala Masolo
- Travail et Prévoyance sociale : Bahumba Songambele

## Remaniement
Le premier remaniement du Gouvernement de Joseph Kabila est intervenu le 17 novembre 2002. On peut y noter l’éviction de Augustin Katumba Mwanke, Denis Kalume Numbi et Mwenze Kongolo. Le Gouvernement remanié se présente comme suit :

### Ministres
- Affaires étrangères et Coopération : Léonard She Okitundu
- Sécurité nationale et Ordre public : non pourvu
- Présidence : non pourvu
- Intérieur : Théophile Mbemba Fundu
- Économie : André-Philippe Futa
- Finances et Budget : Freddy Matungulu Mbuyamu Ilankir
- Plan et Reconstruction : non pourvu
- Justice : Ngele Masudi
- Défense nationale : Irung Awan
- Communication et Presse : Lui seul
- Santé : Léonard Mashako Mamba
- Éducation Nationale : Kutumisa Kyota Omer
- Agriculture, Élevage et Pêche : Salomon Banamuhere Baliene
- Travaux publics, Aménagement du Territoire, Urbanisme et Habitat : Kimbembe Mazunga
- Énergie : Georges Buse Falay
- Transports et Communications : Thierry Pauni Kamandji
- PTT : Modeste Mutombo Kyamakosa
- Industrie et Commerce : Marthe Ngalula Wafwana
- Mines et Hydrocarbures : Jean-Louis Nkulu Kitshunku
- Droits humains : Alphonse Ntumba Luaba
- Affaires foncières, Environnement et Tourisme : Jules Yuma Mota
- Culture et Arts : Matuka Kabakisa
- Jeunesse, Sports et Loisirs : Timothée Moleka Nzulama
- Fonction publique : Benjamin Mukulungu
- Travail et Prévoyance sociale : Marie-Ange Lukiana Mufwankol
- Affaires sociales et Famille : Jeanne Ebamba Boboto

### Vice-ministres
- Affaires étrangères : Vangu Mambweni
- Coopération internationale : Camille Kos’isaka Nkombe
- Intérieur : Chikez Diemu
- Finances et Budget : Léonard Luongwe
- Agriculture : Partiel Musimwa Bisharwa
- Travaux publics : Jean-Paul Nkanga Boongo
- Mines : Jean-Pierre Kalema Losona
- Industrie et Commerce : Mandango Madrabule
- Enseignement primaire, secondaire et professionnel : Marie Ludovic Manoka Nzuzi
- Enseignement supérieur et universitaire : Masiala Masolo
- Travail et Prévoyance sociale : Bahumbwa Songambele
- Jeunesse : Christophe Muzungu
- André-Philippe Futa assure l’intérim du Ministre du Plan et de la Reconstruction Nationale.
- À la démission du Ministre des Finances Freddy Matungulu le 24 février 2003, son vice-ministre assure la gestion des affaires courantes de ce ministère jusqu’à la mise en place du Gouvernement de transition.